# Wereldkampioenschap dammen 1945 (match)
De match om het wereldkampioenschap dammen 1945 werd gespeeld van zondag 27 mei 1945 tot dinsdag 25 juni 1945 tussen de Fransen Pierre Ghestem en Maurice Raichenbach. De match werd verloren door de titelverdediger Maurice Raichenbach waardoor Pierre Ghestem wereldkampioen werd.

## Resultaten
| Rang | Land | Naam                | 1 | 2 | 3 | 4 | 5 | 6 | 7 | 8 | 9 | 10 | punten |
| ---- | ---- | ------------------- | - | - | - | - | - | - | - | - | - | -- | ------ |
| 1    | FRA  | Pierre Ghestem      | 2 | 1 | 2 | 1 | 1 | 1 | 1 | 1 | 2 | 2  | 14     |
| 2    | FRA  | Maurice Raichenbach | 0 | 1 | 0 | 1 | 1 | 1 | 1 | 1 | 0 | 0  | 6      |

Toernooi:
1912 · 
1925 · 
1928 · 
1931 · 
1948 · 
1952 · 
1956 · 
1960 · 
1964 · 
1968 · 
1972 · 
1976 · 
1978/79 · 
1980 · 
1982 · 
1983 · 
1984 · 
1986 · 
1988 · 
1990 · 
1992 · 
1994 · 
1996/97 · 
2001 · 
2003 · 
2005 · 
2007 · 
2009 · 
2011 ·
2013 ·
2015 ·
2017 ·
2019 ·
2021 ·
2023 ·
2025

Match:
1932 · 
1933 · 
1934 · 
1936 · 
1936 · 
1937 · 
1938 · 
1945 · 
1947 · 
1951 · 
1954 · 
1958 · 
1959 · 
1961 · 
1965 · 
1968 · 
1969 · 
1972 · 
1973 · 
1974/75 · 
1979 · 
1981 · 
1983 · 
1984 · 
1985 · 
1987 · 
1990 · 
1991 · 
1993/94 · 
1996 · 
1998 · 
2003 · 
2004 · 
2006 · 
2009 ·
2013 ·
2015 ·
2016 ·
2018/19 ·
2022 ·
2024